# Šance, Novo mesto
Šance se imenujejo zadnji ostanki srednjeveškega obzidja, ki je obdajalo novomeško staro mestno jedro na okljuku reke Krke. Nekdanje obzidje je potekalo do Ljubljanskih vrat in je bilo dokončno porušeno leta 1786, ko so ga na nekaterih mestih porušili in kamenje uporabili za temelje, drugje pa so ga vključili v na novo nastale stanovanjske zgradbe. Del ohranjenih šanc je danes viden pod kapiteljsko cerkvijo. Leta 2014 so obzidje povsem prenovili.